# Breathe Again
"Breathe Again" là một bài hát của nghệ sĩ thu âm người Mỹ Toni Braxton nằm trong album phòng thu đầu tay mang chính tên cô (1993). Nó được phát hành như là đĩa đơn thứ hai trích từ album vào ngày 6 tháng 8 năm 1993 bởi LaFace Records, sau thành công nổi bật từ đĩa đơn trước "Another Sad Love Song". Ngoài ra, bài hát còn xuất hiện trong nhiều album tuyển tập trong sự nghiệp của Braxton, bao gồm Ultimate Toni Braxton (2003), The Essential Toni Braxton (2007) và Breathe Again: The Best of Toni Braxton (2009). Bài hát được viết lời bởi Babyface, trong khi phần sản xuất được đảm nhiệm bởi L. A. Reid, Babyface và Daryl Simmons, những cộng tác viên quen thuộc xuyên suốt sự nghiệp của cô. "Breathe Again" là một bản R&B ballad mang nội dung đề cập đến nỗi lo lắng của một cô gái trong tình yêu, trong đó cô khẳng định rằng mình sẽ gục ngã và suy sụp tinh thần nếu bạn trai quyết định chia tay cô.
Sau khi phát hành, "Breathe Again" nhận được những phản ứng tích cực từ các nhà phê bình âm nhạc, trong đó họ đánh giá cao chất giọng cảm xúc của Braxton cũng như quá trình sản xuất của nó. Ngoài ra, bài hát còn gặt hái nhiều giải thưởng và đề cử tại những lễ trao giải lớn, bao gồm chiến thắng giải Grammy lần thứ hai liên tiếp của nữ ca sĩ ở hạng mục Trình diễn giọng R&B nữ xuất sắc nhất tại lễ trao giải thường niên lần thứ 37. "Breathe Again" cũng gặt hái những thành công vượt trội về mặt thương mại và đánh dấu thành công đầu tiên của Braxton trên thị trường quốc tế, lọt vào top 10 ở hầu hết những quốc gia nó xuất hiện, bao gồm vuơn đến top 5 ở nhiều thị trường lớn như Úc, New Zealand và Vương quốc Anh. Tại Hoa Kỳ, nó đạt vị trí thứ ba trên bảng xếp hạng Billboard Hot 100 trong ba tuần không liên tiếp, trở thành đĩa đơn đầu tiên của Braxton vuơn đến top 5 và đạt thứ hạng cao nhất từ Toni Braxton, đồng thời trụ vững ở top 10 trong 17 tuần tại đây.
Video ca nhạc cho "Breathe Again" được đạo diễn bởi Randee St. Nicholas và thực hiện dưới phông nền đen trắng, trong đó Braxton diện một chiếc váy trắng dài và chạy qua một mê cung, mang nội dung hàm ý về sự xóa tan suy nghĩ của cô liên quan đến một tình yêu đặc biệt. Nó đã nhận được nhiều lượt yêu cầu phát sóng liên tục trên những kênh truyền hình âm nhạc như MTV, VH1 và BET, đồng thời gặt hái một đề cử tại Giải Video âm nhạc của MTV năm 1994 cho Video R&B xuất sắc nhất. Để quảng bá bài hát, Braxton đã trình diễn "Breathe Again" trên nhiều chương trình truyền hình và lễ trao giải lớn, bao gồm Today, The Tonight Show with Jay Leno, Top of the Pops và giải Grammy lần thứ 37, cũng như trong nhiều chuyến lưu diễn của cô. Kể từ khi phát hành, nó đã được hát lại và sử dụng làm nhạc mẫu bởi một số nghệ sĩ, như R. Kelly, Chuck Loeb, ban nhạc gia đình của nữ ca sĩ The Braxtons và tác giả của bài hát Babyface.

## Danh sách bài hát
| Đĩa CD tại châu Âu và Anh quốc 1. "Breathe Again" (radio chỉnh sửa) - 4:14 2. "Breathe Again" (D'Jeep phối) - 5:50 3. "Breathe Again" (Club phối mở rộng) - 6:55 4. "Breathe Again" (D'Moody phối) - 5:12 5. "Breathe Again" (Breathless phối) - 4:54 6. "Breathe Again" (bản tiếng Tây Ban Nha) - 4:30 | Đĩa CD maxi tại Hoa Kỳ 1. "Breathe Again" (radio chỉnh sửa) - 4:14 2. "Breathe Again" (phối mở rộng) - 4:55 3. "Breathe Again" (Breathless phối) - 4:54 4. "Breathe Again" (Club phối) - 4:20 5. "Breathe Again" (bản tiếng Tây Ban Nha) - 4:30 |

## Xếp hạng
| Bảng xếp hạng (1993-94)                  | Vị trí cao nhất |
| ---------------------------------------- | --------------- |
| Úc (ARIA)                                | 2               |
| Bỉ (Ultratop 50 Flanders)                | 13              |
| Canada (RPM)                             | 7               |
| Canada Adult Contemporary (RPM)          | 2               |
| Châu Âu (European Hot 100 Singles)       | 8               |
| Đức (Official German Charts)             | 52              |
| Ireland (IRMA)                           | 10              |
| Hà Lan (Dutch Top 40)                    | 7               |
| Hà Lan (Single Top 100)                  | 7               |
| New Zealand (Recorded Music NZ)          | 2               |
| Na Uy (VG-lista)                         | 7               |
| Scotland (OCC)                           | 12              |
| Thụy Điển (Sverigetopplistan)            | 25              |
| Anh Quốc (OCC)                           | 2               |
| Hoa Kỳ Billboard Hot 100                 | 3               |
| Hoa Kỳ Adult Contemporary (Billboard)    | 4               |
| Hoa Kỳ Hot R&B/Hip-Hop Songs (Billboard) | 4               |
| Hoa Kỳ Pop Airplay (Billboard)           | 2               |
| Hoa Kỳ Rhythmic (Billboard)              | 4               |

| Bảng xếp hạng (1993)                 | Vị trí |
| ------------------------------------ | ------ |
| US Hot R&B/Hip-Hop Songs (Billboard) | 83     |
| Bảng xếp hạng (1994)                 | Vị trí |
| Australia (ARIA)                     | 20     |
| Belgium (Ultratop 50 Flanders)       | 86     |
| Canada (RPM)                         | 54     |
| Canada Adult Contemporary (RPM)      | 8      |
| Europe (European Hot 100 Singles)    | 54     |
| Japan (Tokyo Hot 100)                | 25     |
| Netherlands (Dutch Top 40)           | 52     |
| Netherlands (Single Top 100)         | 64     |
| New Zealand (Recorded Music NZ)      | 20     |
| Norway Winter Period (VG-lista)      | 17     |
| UK Singles (Official Charts Company) | 33     |
| US Billboard Hot 100                 | 7      |
| US Adult Contemporary (Billboard)    | 8      |
| US Hot R&B/Hip-Hop Songs (Billboard) | 27     |

## Chứng nhận
| Quốc gia                                                                           | Chứng nhận | Số đơn vị/doanh số chứng nhận |
| ---------------------------------------------------------------------------------- | ---------- | ----------------------------- |
| Úc (ARIA)                                                                          | Bạch kim   | 70.000^                       |
| New Zealand (RMNZ)                                                                 | Bạch kim   | 10.000*                       |
| Anh Quốc (BPI)                                                                     | Bạc        | 200.000^                      |
| Hoa Kỳ (RIAA)                                                                      | Vàng       | 500.000^                      |
| * Chứng nhận dựa theo doanh số tiêu thụ. ^ Chứng nhận dựa theo doanh số nhập hàng. |            |                               |